# Retribution (album Obscura)
Retribution - debiutancki album studyjny niemieckiej grupy muzycznej Obscura. Wydawnictwo w oryginalnej formie ukazało się w 2004 roku nakładem zespołu. Oprócz dziesięciu autorskich kompozycji na płycie znalazł się utwór z repertuaru Death pt. "Lack of Comprehension". W sierpniu 2006 roku firma Vots Records wznowiła nagrania. Kolejna reedycja ukazała się w 2010 roku nakładem wytwórni muzycznej Relapse Records. Zremasterowane wydanie zostało wzbogacone o interpretacje utworów "Synthetically Revived" z repertuaru Suffocation oraz "God of Emptiness" formacji Morbid Angel. Z kolei na japońskiej edycji Retribution znalazły się ponadto interpretacje utworów "Decade ov Therion" i "Wings", odpowiednio z repertuaru Behemoth i Vader.
Nagrania zostały zarejestrowane, zmiksowanie i zmasterowane w sierpniu 2004 roku w Mastersound Studios w Fellbach. Na płycie gościnnie wystąpili wokalista V. Santura z grupy Dark Fortress, gitarzyści Matthias Röderer i Thorsten Bauer - członkowie zespołu Atrocity, a także basista Martl Bauer. Utwory dodatkowe zostały nagranie w listopadzie 2006 roku w Studio Bullok. Z kolei miksowanie i mastering odbyło się w Woodshed Studios we wrześniu 2009 roku.

## Lista utworów
Opracowano na podstawie materiału źródłowego.
Muzyka: Obscura. Słowa: Morean, V.Santura, Obscura. Wyjątki oznaczone.
1. "Humankind" - 2:48
2. "Nothing" - 4:56
3. "Unhinged" - 2:16
4. "None Shall Be Spared" - 5:58
5. "Alone" - 3:44
6. "Hymn to a Nocturnal Visitor" - 6:33
7. "Hate Anthem" - 2:29
8. "Exit Life" - 3:48
9. "Sentiment" - 6:11
10. "Sweet Silence" - 3:15
11. "Lack of Comprehension" (cover Death) (Chuck Schuldiner) - 3:48

Utwory dodatkowe
1. "Synthetically Revived" (cover Suffocation) (Frank Mullen, Michael Smith, Terrance Hobbs) - 4:04
2. "God of Emptiness" (cover Morbid Angel) (David Vincent, Trey Azagthoth) - 6:01
3. "Decade ov Therion" (cover Behemoth) (Adam "Nergal" Darski, Krzysztof Azarewicz) - 3:21
4. "Wings" (cover Vader) (Paweł Frelik, Piotr Wiwczarek) - 3:10